# Georges Milhaud
Pour les articles homonymes, voir Milhaud.
Georges Milhaud est un spéléologue français né le 6 juin 1892 à Bram et mort le 15 octobre 1952 à Labastide-Rouairoux.

## Biographie
Georges Milhaud est né en 1892 à Bram, un village du département de l'Aude. Issu d'une famille d'épicier originaires de l'Hérault, Il fait ses études à l'abbaye-école de Sorrèze dans le Tarn où obtient son baccalauréat à 16 ans. Il part travailler en Argentine, et revient à Mazamet en 1923, où il s'établit, en tant que négociant en laine.
D'un naturel curieux, il va s'intéresser de près à une discipline récente, et en plein développement, la spéléologie. Il explore systématiquement et avec passion de nombreuses grottes de la région Languedoc-Roussillon, en compagnie d'autres spéléologues passionnés.
Lors de l'exploration de la grotte de la Devèze, en compagnie de Robert de Joly, Joseph Giry, et d'autres spéléologues, il découvre la salle qui porte son nom : la salle Georges-Milhaud. Il met aussi au point un matériel de spéléologie original pour l'époque, qui sera repris au niveau national, avec des échelles fabriquées avec du câble de frein auto et un mat d'escalade démontable confectionné avec des tuyaux de chauffage central.
Georges Milhaud est un pionnier dans l'organisation de la spéléologie. Il est le fondateur du « Spéléo-club de la Montagne Noire et de l'Espinouse »,, qui est le principal club de spéléologie en France dans les années 1930. Il organise le premier congrès national de spéléologie, à Mazamet, en 1931. Il a également une collaboration fructueuse avec le président du « Spéléo-Club de France », auquel il avait adhéré dès 1930, Robert de Joly, et nombre d'autres spéléologues français.

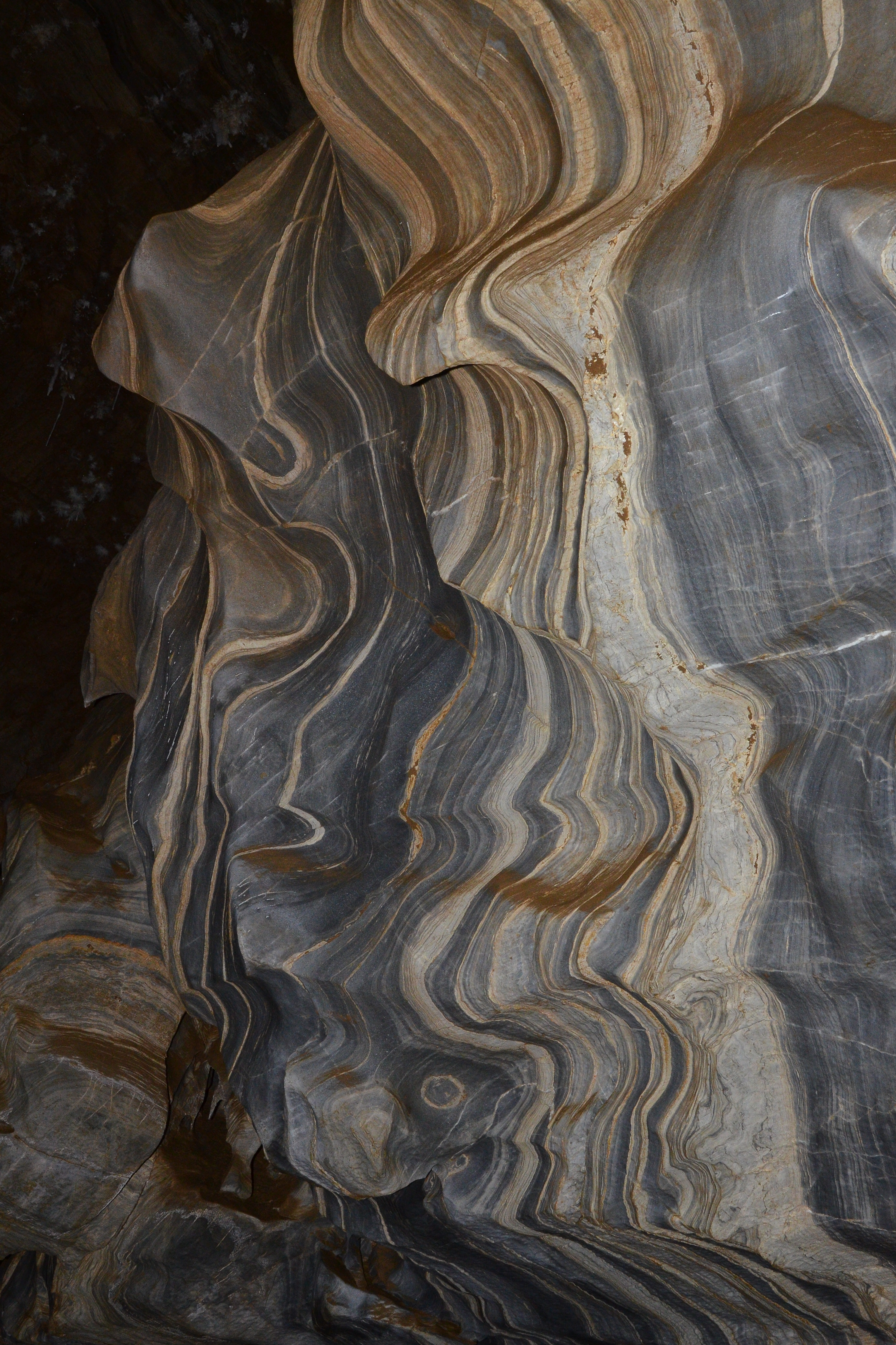
Grotte de la Devèze: Roquebleue.

Plus tard, il participe à la création de la revue Cévennes et Méditerranée, et à la création du parc national du Caroux, lequel sera englobé ensuite dans le parc naturel régional du Haut-Languedoc.

## Postérité
Après sa mort, la commune de Courniou dans l'Hérault donne son nom à une rue, située à proximité de la grotte de la Devèze.